# Bassus rugosus
Bassus rugosus är en stekelart som först beskrevs av Turner 1918.  Bassus rugosus ingår i släktet Bassus och familjen bracksteklar. Inga underarter finns listade.